# Рейчел Ламберт Меллон
Рейчел Ламберт Меллон (англ. Rachel Lambert Mellon; 9 серпня 1910 — 17 березня 2014), також відома як Банні Меллон — американська ландшафтна архітекторка, садівниця, філантроп і колекціонерка мистецтва. Вона спроектувала та посадила низку значних садів, у тому числі Трояндовий сад Білого дому (США) і зібрала одну з найбільших колекцій рідкісних книг про садівництво. Банні Меллон була другою дружиною філантропа і коняра Пола Меллона, сина мільярдера Ендрю Меллона.

## Біографія
Рейчел Лоу Ламберт, на прізвисько Банні від матері (за іншими даними від гувернантки), була старшою з трьох дітей Джерарда Барнса Ламберта, президента Gillette Safety Razor Company і засновника Warner–Lambert, і його дружини Рейчел Паркхілл Лоу. Її дідусь по батьковій лінії, хімік Джордан Ламберт, був винахідником Listerine (ополіскувача для рота), який пізніше продавав її батько . Вона мала брата і сестру: Джерард Барнс Ламберт-молодший (1912—1947; одружений з Ельзою Ковер), який загинув у 1947 році в авіакатастрофі та Лілі Маккарті (1914—2006; двічі одружена, з Вільям Вілсон Флемінг і Джон Гілман Маккарті відповідно).
Банні Ламберт навчалася у приватній школі міс Файн (Прінстон, Нью-Джерсі) і школі Фокскрофт (Міддлбург, Вірджинія).
У 22 роки, 25 листопада 1932 року, Банні Ламберт вийшла заміж у церкві Трійці (Прінстон) за Стейсі Баркрофта Ллойда молодшого з Ардмора (штат Пенсільванія), який до одруження під час Другої світової війни служив в Управлінні стратегічних служб. Через рік після цього розлучилися її батьки, і пізніше кожен з них вступив у другий шлюб. У 1948 році після 16 років шлюбу вона розлучилася з С. Б. Ллойдом. У них було двоє дітей: Стейсі Баркрофт Ллойд III і Еліза Вінн Ллойд, яка померла раніше за матір.
Банні Ламберт та її перший чоловік товаришували зі спадкоємцем банківської справи та колекціонером мистецтва Полом Меллоном (син мільярдера Ендрю Меллона) та його першою дружиною Мері Коновер, яка померла від нападу астми в 1946 році. Через 2 роки після смерті дружини П. Меллона та у рік її розлучення з першим чоловіком, вона та Пол Меллон одружилися 1 травня 1948 року . Завдяки цьому шлюбу вона стала мачухою двох дітей П. Меллона: Тімоті Меллона та Кетрін Коновер Меллон (пізніше дружини Джона Ворнера, зараз відомої як Кетрін Коновер). Разом подружжя Меллонів зібрало та пожертвувало понад тисячу творів мистецтва, переважно європейського живопису 18-19 століть Національній галереї мистецтв у Вашингтоні і заснувало Єльський центр британського мистецтва. Пара розводила та брала участь у перегонах чистокровних коней, у тому числі Sea Hero, переможця Кентуккі Дербі 1993 року.
Б. Меллон була відома через максимальну закритість та мінімальну публічність; за все життя вона дала лише декілька інтерв'ю журналістам. У 1969 році у статті New York Times вона сказала, що «ніщо не повинно бути помічене» .Незважаючи на те, що цей вислів стосувався дизайну садів, його значення повністю співпадало з її відношенням до конфіденційності та обраного стилю життя.

## Кар'єра садівниці
Інтерес до садівництва вперше виник у Б. Меллон під час спостереження за роботою садівників братів Олмстед у саду її сімейного дому в Нью-Джерсі. Водночас вона не отримала формальної освіти у галузі садівництва, проте навчалася самостійно та долучилася до створення кількох визначних садів у США та Франції, за що вважалася авторитетом в американському садівництві. Також розробила ландшафти для багатьох маєтків родини Меллонів, у тому числі сади у французькому стилі в їхньому маєтку Оук Спрінг Фармс . Все життя вона колекціонувала книги з садівництва та зібрала велику колекцію. На дизайн її садів сильно вплинули французькі садівники Андре Ленотр і Жан-Батист де Ла Квінтіні .
Довга дружба з сім'єю Кеннеді почалася в 1958 році після візиту Жаклін Кеннеді до маєтку Оук-Спрінг Фармс. Під час реставрації Білого дому Б. Меллон консультувала Ж. Кеннеді з питань образотворчого мистецтва та антикваріату.
У 1961 році президент Джон Ф. Кеннеді попросив Б. Меллон перепланувати Трояндовий сад Білого дому . У результаті чого Б. Меллон розширила відкритий простір для публічних церемоній і додала до саду американські види рослин, а також дерева магнолії Суланжа . Далі вона працювала над Східним садом Білого дому, але її роботу перервало вбивство Кеннеді . Після його похорону, для якого Б. Меллон забезпечила оформлення та доставку квітів, Леді Бьорд Джонсон, дружина президента США Ліндона Джонсона, попросила її продовжити роботу на території Білого дому . Б. Меллон завершила свою роботу над садом у тісній співпраці з садівником Ірвіном Вільямсом, якому, окрім інших обов'язків, вона доручила знайти та висадити дерева магнолії Суланжа. Спочатку Служба національних парків заборонила це робити, але І. Вільямс таємно вивіз дерева з Приливного басейну (частина парку Західний Потомак поряд з Національною алеєю у Вашингтоні) і самостійно перевіз їх до Білого дому.

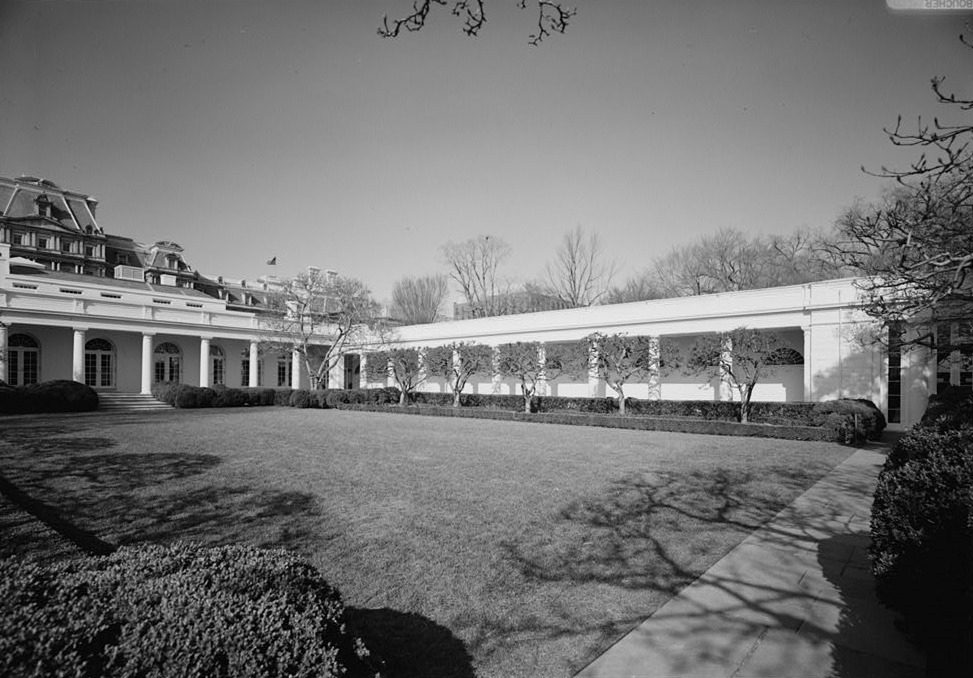
Вид на Трояндовий сад навесні 1985 р.
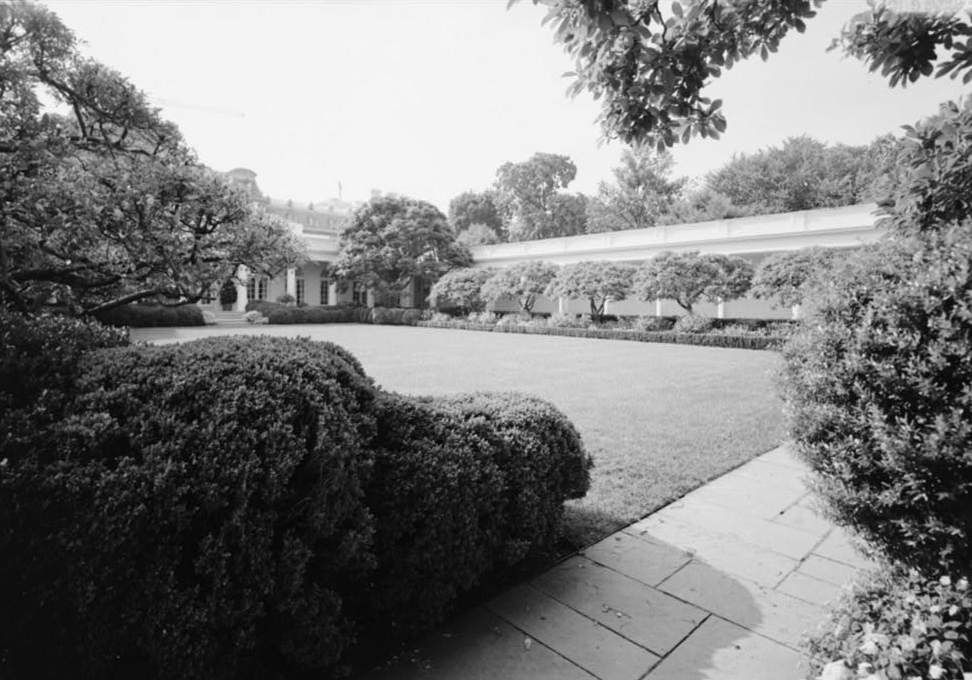
Вид на Трояндовий сад влітку 1985 р.
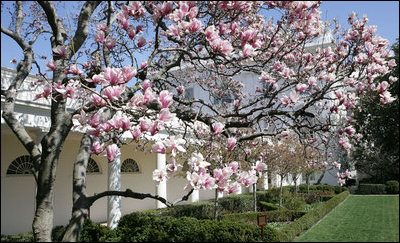
Квітування магнолій Суланжа 2008 р.
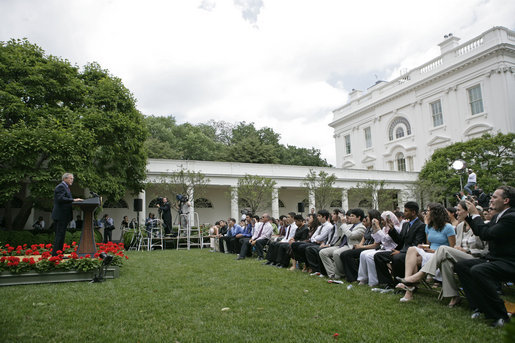
Президент США Джордж Буш у Трояндовому саду 2005 р.
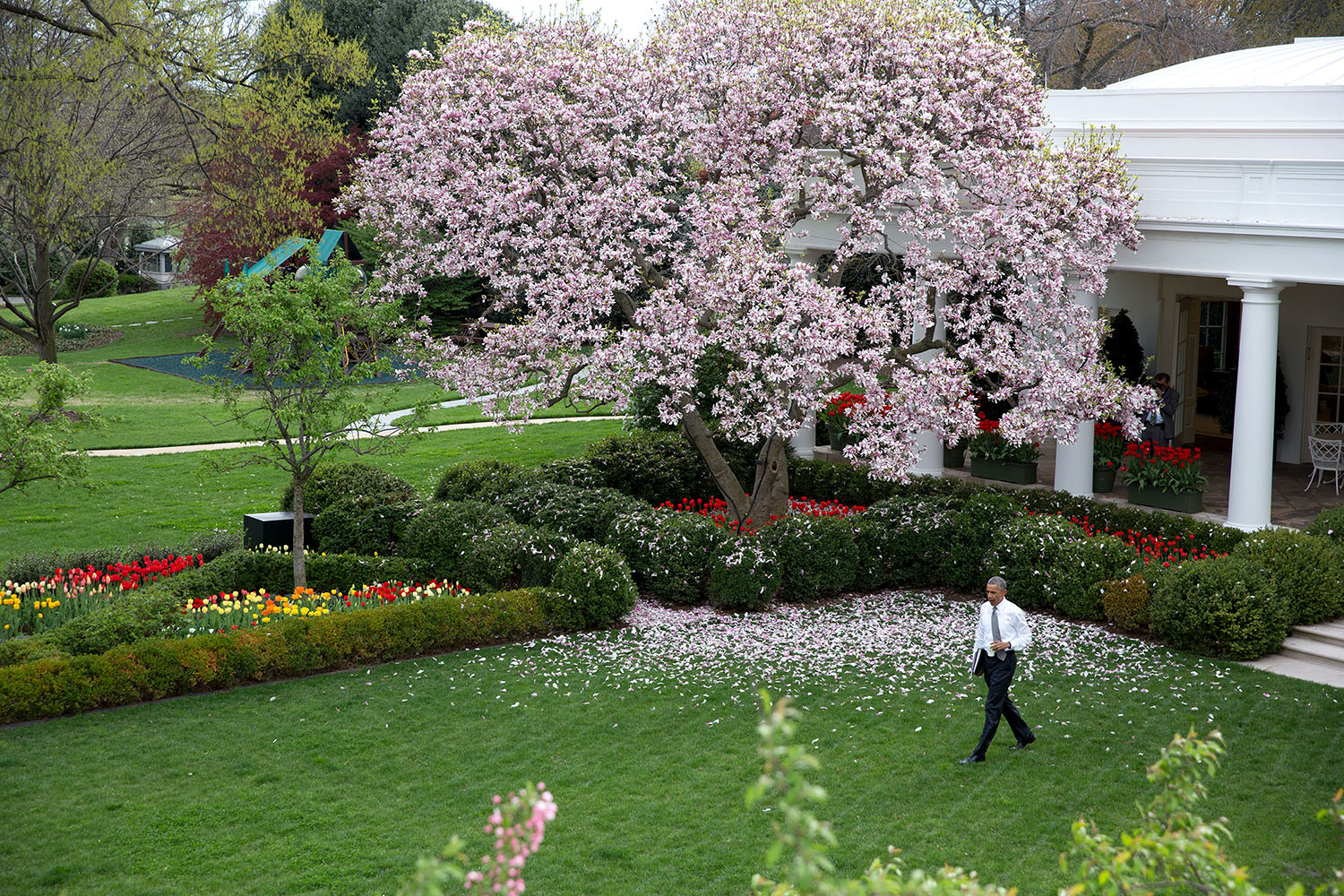
Президент США Барак Обама у Трояндовому саду 2015 р.

Після того, як Жаклін Кеннеді залишила Білий дім, Б. Меллон спроектувала ландшафти для будинку Кеннеді на острові Мартас-Віньярд (штат Масачусетс), Президентської бібліотеки Джона Ф. Кеннеді та Рівер-Фарм, штаб-квартири Американського товариства садівників .
У Франції Б. Меллон створила ландшафтний дизайн для будинку відомого французького дизайнера одягу Юбера де Живанші та допомогла у реставрації саду Версальського палацу під назвою «Город Короля» (potager du Roi) у  .

## Статки і колекції
Більшість активів Б. Меллон інвестовано в трасти, тому важко оцінити її статки, але статок і основні активи її батьків та другого чоловіка був на момент їх одруження одним з 8 найбагатших людей у США, свідчать про її надзвичайне багатство.
Вона володіла будинками на острові Антигуа, Нантакет і Ойстер-Харборс, Кейп-Код, двома квартирами в Парижі та таунхаусом у Нью-Йорку . Цю нерухомість продали незадовго до її смерті . Головною її резиденцією був маєток у Вірджинії Оук Спрінг Фармс, площею 1600 гектарів, з власною злітно-посадковою смугою, довжиною 1600 метрів, для її літака Falcon 2000 .
Б. Меллон зібрала значну колекцію картин видатного американського художника-абстракціоніста Марка Ротко, придбавши багато картин 1950-х років безпосередньо у його студії в Нью-Йорку. В інтерв'ю 2010 року вона розповіла, що придбала так тринадцять робіт М. Ротко . Одна з робіт, № 20 (Жовтий простір) 1955 року, розміром 3 на 4,5 метри, вважалася однією з найбільших робіт М. Ротко в приватній колекції.
Через 8 місяців після смерті Б. Меллон, 10 листопада 2014 року предмети з її колекції картин, ювелірних виробів, меблів і декоративних предметів виставили на аукціоні Sotheby's у Нью-Йорку на загальну суму 158,7 мільйонів доларів, у тому числі картину М. Ротко " Без назви (жовтий, оранжевий, жовтий, світло-помаранчевий) ", яку продали за 36,5 мільйона доларів, а ще одну його роботу — за 39,9 мільйона доларів. Три найважливіші картини у її колекції, дві роботи М. Ротко і одна Річарда Дібенкорна, продали до початку аукціону Sotheby's приватно за 250 млн доларів . Отримані від продажу кошти перерахували благодійній організації Gerard B. Lambert Foundation, створеній Б. Меллон в пам'ять про батька.

## Нагороди
- Міжнародний список найкраще одягнених (1975)
- Офіцер Ордену мистецтв і літератури
- Меморіальна медаль Вейча Королівського садівничого товариства (1987)
- Премія Генрі Шоу
- Премія Американського садівничого товариства за ландшафтний дизайн

## Останні роки життя
У 1999 році у віці 91 року помер її другий чоловік Пол Меллон . Невдовзі після цього, у травні 2000 року, її дочку Елізу збила вантажівка під час переходу вулиці на Манхеттені, що призвело до важкої черепно-мозкової травми та паралічу усього тіла . Еліза провела останні вісім років свого життя під цілодобовою опікою у маєтку Оук Спрінг Фармс і померла в 2008 році  . Під час похорону Керолайн Кеннеді, дочка Жаклін Кеннеді Онассіс, сиділа поруч з Б. Меллон.
Б. Меллон була давнім демократом, чиї політичні погляди часто суперечили поглядам її чоловіка-республіканця. У 2004 році, у віці 94 років, вона проявила інтерес до кандидата в президенти США Джона Едвардса, оскільки він нагадував їй президента Кеннеді. Проте під час телефонного дзвінка до його передвиборного офісу з пропозицією допомоги її ім'я не впізнали, і потім Д. Едвардс не відповів :157.Вона першою профінансувала Д. Едвардса на праймеріз у 2008 році від Демократичної партії, запропонувавши спочатку 1 млн доларів для його кампанії та зрештою зробила внесок понад 3,5 млн доларів організаціям, які підтримували його кандидатуру   :158.
На прохання керівника передвиборної кампанії Ендрю Янга, грошові зобов'язання для кампанії змінили так, щоб фінансувати особисті витрати Д. Едвардса. Починаючи з травня 2007 року, Б. Меллон перерахувала понад 725 тис. доларів на особисті рахунки Д. Едвардса протягом 8 місяців, виписуючи чеки нібито для покупки меблів. Протягом цього періоду Б. Меллон написала записку Е. Янгу, в якій говорилося: «віднині рахунки за всі стрижки тощо, які необхідні та важливі для його кампанії, надсилайте мені… Це спосіб допомогти нашому другові без державних обмежень». Крім того ці кошти таємно використали для фінансового забезпечення відеооператорки передвиборної кампанії Ріел Хантер, з якою Д. Едвардс мав позашлюбні стосунки та дитину. Коли Б. Меллон дізналася про таке використання її коштів, вона, як повідомляється, пошкодувала про пожертви, але стверджувала, що Д. Едвардс «був би чудовим президентом»  . У 2010 році Федеральне бюро розслідувань двічі опитало Б. Меллон в її резиденції Оук-Спрінг Фармс у справі Д. Едвардса . Крім того у грудні того ж року чотирьох її родичів викликали для свідчень перед великим журі .
3 червня 2011 року Д. Едвардса звинуватили у використанні передвиборних коштів для приховування роману та вагітності Р. Хантер під час президентської кампанії 2008 року. Наприкінці травня 2011 року, за тиждень до висунення звинувачення, Д. Едвардс відвідав Б. Меллон у її маєтку Аппервіль. Водночас після висунення обвинувачення суддя заборонив Д. Едвардсу говорити з будь-якими потенційними свідками.
У 2010 році повідомлялося, що Б. Меллон втратила 5,75 млн доларів через махінації інвестиційного радника Кеннета І. Старра, якого засудили за створення фінансової піраміди.

## Смерть
Банні Меллон, за словами оточуючих, була витривалою столітньою особою, проте хвороба на рак  і дегенерація жовтої плями сповільнили її активність. У 2011 році вона була змушена кинути садівництво, хоча продовжувала плавати, займатися пілатесом і зрідка давати інтерв'ю .
17 березня 2014 року Б. Меллон померла природною смертю в своєму будинку в Аппервіллі (штат Вірджинія) у віці 103 років  . Похорон відбувся в єпископальній церкві Трійці в Аппервіллі, яку родина Меллонів подарувала громаді в 1960 році. У промові на похоронах її друг Френк Лангелла, який описав себе як «грубого хлопця з Джерсі», сказав, що Б. Меллон навчила його «слухати, одягатися, ніколи не бути вульгарним, поважати всіх людей, бути скромним, уникати пихи, писати подяки, ніколи вихвалятися, бути допитливими і „перш за все, бути лояльними“». Її онук, Стейсі Ллойд IV, згадував Б. Меллон як «Гранбанні» і її навчання знаходити красу в усьому. Її подруга співачка Бетт Мідлер виконала свій хіт «The Rosе».

## Подальше читання
- Abbott James A., and Elaine M. Rice. Designing Camelot: The Kennedy White House Restoration. Van Nostrand Reinhold: 1998; ISBN 0-442-02532-7.
- Raphael, Sandra, Heins, Greg, Tomasi, Lucia Tongiorgi, and Willis, Tony. The Oak Spring Garden Library. 4 Vols. Yale University Press: 1989—2009. [ISBN відсутній]
- Langella, Frank. Dropped Names: Famous Men and Women As I Knew Them. HarperCollins: 2012; ISBN 9780062094483.